# Don't ask me (canción de OK Go)
«Don't ask me» es un sencillo del grupo estadounidense OK Go lanzado entre 2002 y 2003. Su predecesora fue la canción «Get Over It», sacada el mismo año, y la seguiría la canción «You're So Damn Hot» dentro del álbum homónimo de la banda.

## Vídeo musical

### Versión "Booth Dance"
El primer vídeo musical para la canción que se conoce como el "Dance Stand" o la versión "The Orange". Fue dirigida por Barnaby Roper y muestra a la banda junto a muchos fanes frente a un telón de fondo de color naranja. Fue filmado durante su gira de verano en 2002 con The Vines.

### Versión "Black and White"
Un segundo vídeo fue hecho para promocionar el sencillo en el año 2003 en el Reino Unido. Este vídeo fue dirigido por Brian L. Perkins y en él figura la banda tocando la canción en una habitación blanca, con una línea de bailarinas que ocupan un lugar destacado. El video está en blanco y negro para guardar rayas al azar en el fondo, que son de color rosa y rojo.